# Erica Durance
Erica Durance (* 21. června 1978 Calgary, Alberta, Kanada) je kanadská herečka, známá díky roli Lois Laneové v seriálu Smallville a Dr. Alex Reid v seriálu Nemocnice Hope.

## Životopis
Po dokončení střední školy se přestěhovala do Vancouveru, aby se mohla věnovat herecké kariéře. Nechtěla začínat v Los Angeles. Začala studovat herectví, hrála v reklamách a měla malé role v televizních pořadech. Objevila se třeba v seriálech Andromeda, Hvězdná brána. Popularitu získala díky roli Lois Laneové v seriálu Smallville, v jehož čtvrté řadě se objevila v několika epizodách, od páté řady se z její role stala jedna z hlavních. V roce 2012 získala hlavní roli Dr. Alex Reid v seriálu Nemocnice Hope.

## Osobní žiot
Byla dvakrát vdaná, poprvé za Wesleyho Parkera, od roku 2005 za kanadského herce Davida Palffyho. V září 2014 oznámila, že čekají své první dítě. Jejich syn se narodil v únoru roku 2015. Druhý syn se jim narodil v prosinci roku 2016. Má nevlastního syna z bývalého vztahu jejího manžela.

## Filmografie
| Rok       | Název                                              | Role               | Poznámky                                                     |
| --------- | -------------------------------------------------- | ------------------ | ------------------------------------------------------------ |
| 2001      | The Lone Gunmen                                    | tanečnice          | díl: „Maximum Buyers“                                        |
| 2002      | The Untold                                         | Tara Knowles       |                                                              |
| 2003      | 111 Gramercy Park                                  | Maddy O'Donnel     | TV film                                                      |
| 2003      | House of the Dead                                  | Johanna            |                                                              |
| 2003      | Větrná smršť                                       | Kara Jensen        | TV film                                                      |
| 2004      | The Bridge                                         | Amy                | krátkometrážní film                                          |
| 2004      | The Chris Isaak Show                               | Ashley             | díl: „Let the Games Begin“                                   |
| 2004      | Volání mrtvých                                     | Angela Toddová     | díl: „Krása na zabití“                                       |
| 2004      | Andromeda                                          | Amira              | díl: „Time Out of Mind“                                      |
| 2004      | Hvězdná brána                                      | Krista Jamesová    | díl: „Spříznění“                                             |
| 2004      | The Collector                                      | Rachel Slate       | díl: „Another Collector“                                     |
| 2004-2011 | Smallville                                         | Lois Laneová       | vedlejší role (4. řada), hlavní role (5.–10. řada), 141 dílů |
| 2006      | Loučení se svobodou                                | Carina             | TV film                                                      |
| 2006      | Osudový dotek 2                                    | Julie Miller       |                                                              |
| 2007      | Moje svatba                                        | Isabelle Darden    |                                                              |
| 2009      | Robin Hood: Za Sherwoodským lesem                  | Marian             | TV film                                                      |
| 2009      | Křivé svědectví                                    | Megan Washington   | TV film                                                      |
| 2009      | Dům                                                | Jules Wilde        | TV film                                                      |
| 2010      | Sophie                                             | Natalia            |                                                              |
| 2011      | Charlieho andílci                                  | Samantha Masters   | díl: „Andílci v řetězech“                                    |
| 2009      | Harry's Law                                        | Annie Bilson       | díl: „Gorilla My Dreams“                                     |
| 2009      | Tim and Eric's Billion Dollar Movie                | pařížská číšnice   |                                                              |
| 2009      | 6 passi nel giallo                                 | Angela / Christine | díl: „Gemelle“                                               |
| 2012–2017 | Nemocnice Hope                                     | Dr. Alex Reid      | hlavní role, 85 dílů                                         |
| 2014      | Wedding Planner Mystery                            | Carnegie Kincaid   | TV film                                                      |
| 2015      | Painkillers                                        | Trudy              |                                                              |
| 2017–2019 | Supergirl                                          | Alura Zor-El       | vedlejší role                                                |
| 2019      | Batwoman                                           | Lois Laneová       | díl: „Crisis on Infinite Earths“                             |
| 2019      | The Christmas Chalet                               | Grace              | TV film                                                      |
| 2019      | Christmas Stars                                    | Layla              | TV film                                                      |
| 2020      | Soukromé očko                                      | Lauren Campbellová | díl: „Rodinné klenoty“                                       |
| 2021      | Kouzelný vánoční dort                              | Gwen               | TV film                                                      |
| 2021      | Open By Christmas                                  | Simone             | TV film                                                      |
| 2022      | North to Home                                      | Hannan             | TV film                                                      |
| 2022      | Girl in the Shed: The Kidnapping of Abby Hernandez | Zenya              | TV film                                                      |